# Crawl (jeu vidéo)
Crawl est un jeu vidéo de type rogue-like multiplateforme (GNU/Linux, Mac OS, PlayStation 4, Switch, Windows et Xbox One), indépendant, sorti en accès anticipé (version 0.7) le 6 août 2014 dans le style 8 bits des années 2010 (chiptune et gros pixels), développé et publié par la compagnie indépendante australienne Powerhoof.
Le jeu mélange des éléments de Nethack, de shoot 'em up et de beat them all proche de Double Dragon ou de l'adaptation en jeu vidéo de The Simpsons.

## Système de jeu

Action de jeu.

Crawl se joue en multijoueur de 2 à 4 joueurs (en local uniquement), pouvant être des automates. Le héros pris dans un monde souterrain part en quête d'armes et de trésors pour augmenter ses pouvoirs, et combat différents monstres, jusqu'à atteindre le monstre final, où il pourra espérer recouvrir la vie s'il le tue. Les joueurs fantômes peuvent incarner différentes parties du monstre final pour contrer le héros.
L'originalité du mode multijoueur est qu'un joueur joue le héros qui part en quête, pendant que les autres jouent les différents ennemis du héros et ne sont là que pour le détruire.
Lorsqu'un ennemi (un fantôme), réussi à tuer le héros, par un piège qu'il a utilisé, un ectoplasme qu'il a placé ou un monstre qu'il a incarné, alors il incarne le héros et le joueur qui l'incarnait auparavant incarne alors un fantôme qui peut à son tour s'incarner en monstre, pièges, puis de nouveau héros à différents moments du jeu,.
Lorsqu'un monstre ou un joueur est tué, des points d'expérience (XP) sont dégagés et fourni, à celui qui porte le coup fatal. Des boules bleues sont également dégagées du corps et peuvent ajouter des points XP supplémentaires s'ils sont ramassés par le joueur. Lorsqu'un héros gagne des XP, les fantômes gagnent du wrath (colère ou fureur en anglais), qui pourra être échangé contre une augmentation du niveau de réincarnation des monstres entre les différents niveaux du jeu.
À chaque partie terminée, des nouvelles incarnations de monstres sont débloquées. Il est possible de s'entraîner avec ces 71 monstres, via « The Vault ». Un monstre bonus représentant Gabe Newell, un proche de PowerHoof peut être incarné dans les parties mais pas joué dans The Vault.

## Développement
Crawl a été développé par PowerHoof en utilisant le moteur de jeu Unity

## Accueil
Lors des 12 premiers jours de vente, de la version en accès bêta, 10000 copies ont été vendues.